# Hot Movie - Un film con il lubrificante
Hot Movie - Un film con il lubrificante (Date Movie) è un film del 2006 co-scritto e diretto da Aaron Seltzer.

## Trama
Julia, dopo aver vinto la battaglia contro i chili di troppo, deve affrontare un'altra lotta cruenta: quella contro la ex fidanzata del suo amatissimo Grant Funkyerdoder che vuole impedire il loro matrimonio. Tra genitori multietnici e trovate demenziali, il sogno d'amore della coppia riuscirà a realizzarsi.

## Film parodiati
Il film è una serie di parodie e prese in giro di molte commedie tra cui:
- ...e alla fine arriva Polly
- 2 single a nozze - Wedding Crashers
- Amore a prima svista
- Cast Away
- Come farsi lasciare in 10 giorni
- Harry, ti presento Sally...
- Hitch - Lui sì che capisce le donne: per diventare bella e trovare un ragazzo, Julia si affida a Hitch.
- Hot Chick - Una bionda esplosiva
- Il diario di Bridget Jones
- Il matrimonio del mio migliore amico
- Il mio grosso grasso matrimonio greco
- Il Signore degli Anelli: durante lo shopping in una gioielleria, entra Frodo, che vende l'anello per 50 dollari.
- Jerry Maguire
- Kill Bill
- La rivincita delle bionde
- Mi presenti i tuoi?
- Mr. & Mrs. Smith
- Napoleon Dynamite
- Non per soldi... ma per amore
- Palle al balzo - Dodgeball
- Pretty Woman
- Prima o poi mi sposo
- Rize - Alzati e balla
- Star Wars
- Lo scapolo d'oro
- Ti presento i miei
- What Women Want - Quello che le donne vogliono
- Mariti imperfetti: scena del ristorante.
- King Kong

Viene inoltre preso in giro il programma televisivo Pimp My Ride, il reality The Bachelor, il cantante Michael Jackson e l'attore Owen Wilson. Nel ruolo di Frodo compare anche l'attore Tom Lenk, che aveva già recitato con Alyson Hannigan nella sesta e settima stagione della serie televisiva Buffy l'ammazzavampiri, della quale la Hannigan è stata una delle protagoniste per tutte le stagioni.